# Частный Корреспондент
«Частный Корреспондент» (chaskor.ru, також «Часкор») — російське інтернет-видання. Перше у Росії видання, що цілком перейшло на ліцензію Creative Commons. Публікує аналітичні та оглядові статті, інтерв'ю, новини й репортажі.
«Частный Корреспондент» офіційно зареєстрований у Росдруку.
«Частный Корреспондент» був beta-партнером Facebook у Росії під час запуску Social graph. У матеріалах видання використовуються підбірки та репринти з блогів, уривки книг, репринти зі спеціальних видань, однак більша частина статей — публікації авторів, що надіслали свої тексти у «ЧасКор». З 2010 року видання не виплачує гонорари авторам. Під час репринту статей і блогів зазначається першоджерело. Видання не бере участі у системах обміну банерами й посиланнями, усі статті проходять через редакцію.

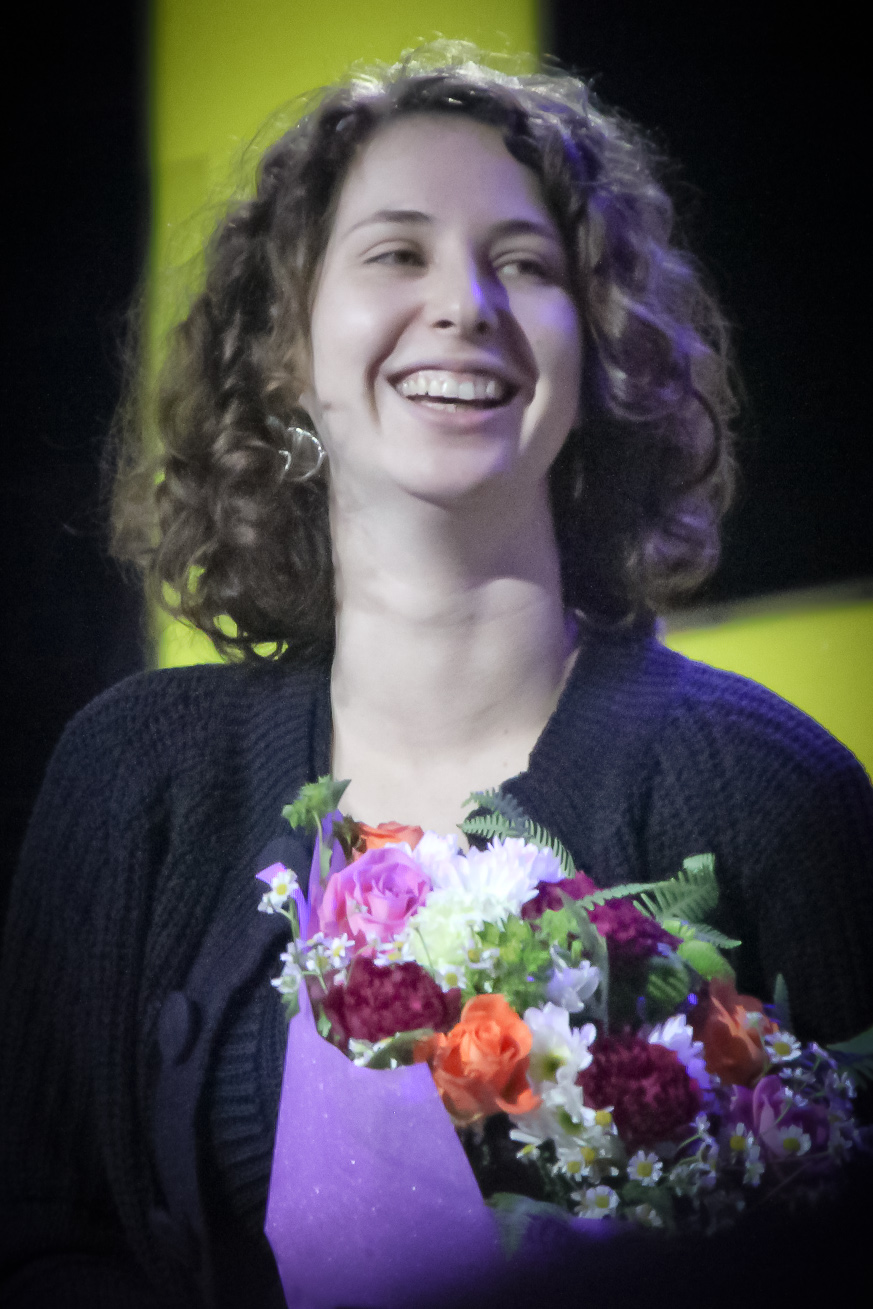
Головний редактор Юлія Ейдель на церемонії Премія Рунету-2011

Головним редактором «ЧасКора» до жовтня 2011 року був Іван Засурський. З жовтня 2011 року головним редактором видання стала Юлія Ейдель, раніше ведуча рубрик «Суспільство» та «Екзотика».

## Рубрики
Всі матеріали у «Часкорі» групуються у 12 тематичних розділи: «Суспільство», «Економіка», «У світі», «Культура», «Медіа», «Технології», «Здоров'я», «Екзотика», «Книги», «Кореспонденція», «Календар», «Думки». Кожен з розділів, у свою чергу, також поділяється на 9-12 підрозділів. У них подані як оглядові й аналітичні статті, так і новини, репортажі, думки експертів.

## «Часкор» та Creative Commons
З 2009 року всі матеріали «Частного Корреспондента» стали доступними під ліцензією Creative Commons Attribution версії 3.0. Як повідомив головний редактор видання Іван Засурський, однією з основних цілей цього стало бажання допомогти російськомовній Вікіпедії, оскільки використання матеріалів «Часкора» (із вказанням первинного джерела) у Вікіпедії під умовами Creative Commons є абсолютно легальним. На думку головного редактора, матеріали «Часкора» могли б допомогти енциклопедії, оскільки вони, з одного боку, є аналітикою, з іншого — задовольняють вимогам нейтральності.

## Нагороди
- 2011 — Премія Рунету в номінації «Культура й масові комунікації».